# Black Darna
Black Darna es uno de los archienemigos de Darna en la serie de televisión de 2005. Katrina Halili interpretó el papel. Su traje era similar al rojo y dorado característico de Darna, pero en negro y dorado. Halili interpretó a otra villana de Darna, Serpina (media hermana de Valentina), en la serie de televisión de 2009.

## Descripción del personaje
Black Darna es el resultado de las emociones encerradas de Darna. Antes de convertirse en Black Darna, era Carol, la jefa de trabajo de Narda que también está celosa de ella. Después de fusionarse involuntariamente con el lado más oscuro de la esencia original de Darna, Carol más tarde se vio envuelta en un capullo extraño en el medio de la ciudad que provocó un atasco de tráfico masivo. La verdadera Darna se encontró con el capullo de antemano y trató de destruirlo, pero resultó demasiado indestructible incluso para su fuerza, lo que la obligó a dejarlo estar, ya que no estaba dañando a nadie de ninguna manera en ese momento, y en su lugar procedió a frustrar un ataque cercano. ocurriendo una toma de posesión hostil. Black Darna fue concebida a partir de dicho capullo poco después. Teniendo todas las fortalezas y habilidades de la Darna original, Black Darna fue sin lugar a dudas uno de los adversarios más formidables que la heroína tuvo que enfrentar; también fue notablemente más rápida que Darna. Su única debilidad es que, al igual que la propia Darna, extrae sus poderes de la piedra blanca, que fue como Darna la detuvo al volver a Narda.